# 梅爾伍德 (馬里蘭州)
梅爾伍德（英語：Melwood）是位於美國馬里蘭州佐治王子縣的一個普查規定居民點。

## 人口
根據2020年美國人口普查的數據，梅爾伍德的面積為7.34平方千米，當中陸地面積為7.33平方千米，而水域面積為0.01平方千米。當地共有人口3977人，而人口密度為每平方千米541.83人。